# Sonata para violín n.° 1 (Brahms)

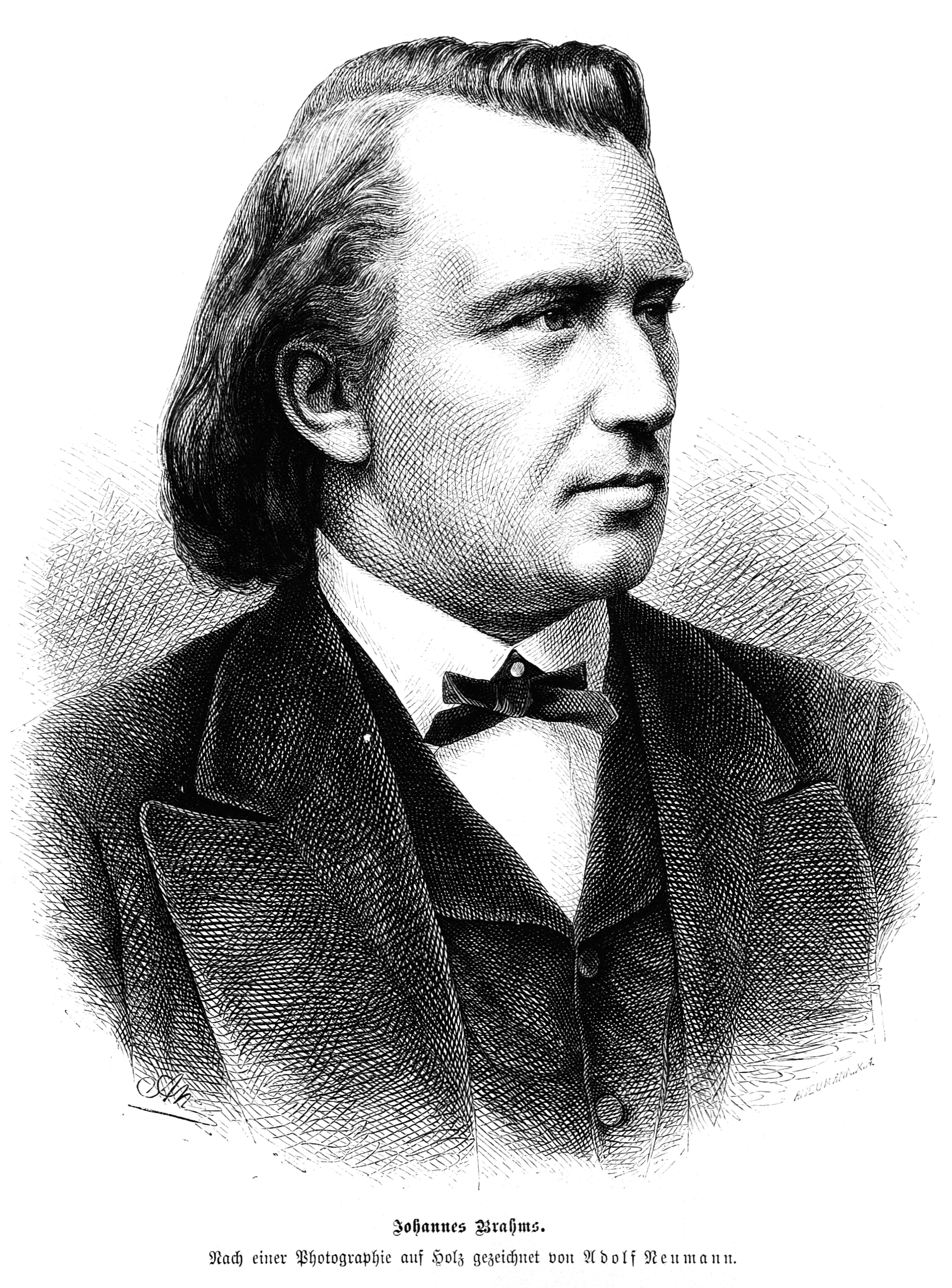
Die Gartenlaube (1880)

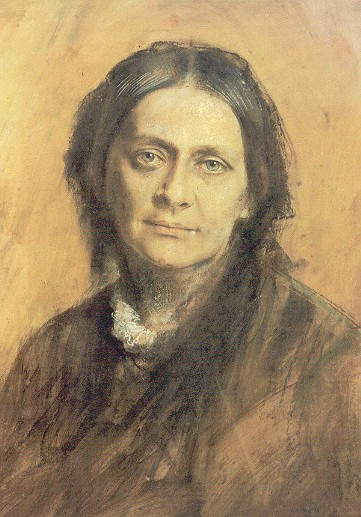
Franz von Lenbach - Clara Schumann (Pastel 1878)

La Sonata para violín y piano en sol mayor Op. 78 es la primera obra independiente para estos instrumentos que publicó Johannes Brahms. Anteriormente había escrito el Scherzo de la Sonata F-A-E  y las sonatas para violín inéditas mencionadas por Robert Schumann en su ensayo de 1853 Neue Bahnen. Escribió la Sonata en sol mayor en el verano de 1878 y 1879 inmediatamente después de completar el gran Concierto para violín en Pörtschach am Wörther See. En términos de contenido, sin embargo, la sonata está más relacionada con la 2ª sinfonía que con el concierto para violín.

## Análisis de la obra
En la sonata, Brahms plantea una estructura fundamentalmente tripartita en su conjunto. Los movimientos exteriores están claramente relacionados entre sí a través del tono y el ritmo del motivo de apertura, y el movimiento medio lento se divide a su vez en tres partes.
- I. Movimiento, Vivace ma non troppo, sol mayor, compás de 6/4, 243 compases
- II. Movimiento, Adagio /Più andante, mi bemol mayor/mi bemol menor, compás 2/4, 123 compases
- III. Movimiento, Allegro molto moderato, sol menor/sol mayor, tiempo 4/4, 165 compases

El primer movimiento en forma de sonata comienza en mezza voce con un tema punteado que marca la nota clave de la obra y es al mismo tiempo el núcleo motívico de todos los movimientos. El tema secundario también está bajo el hechizo del motivo central, pero se balancea aún más vocalmente.
El Adagio con su tema abierto, con la escritura equilibrada de las partes (el violín a veces se divide en dos partes) y con un estado de ánimo que hacia el final es más simple, pero quizás incluso más expresivo. El Più andante incrustado en este dibujo al pastel es particularmente conmovedor, con el motivo central transformado rítmicamente en una marcha fúnebre. Es destacable el papel de Clara Schumann y Félix Schumann, ahijado de Brahms, en la génesis de este movimiento: por una carta de Clara Schumann fechada el 2 de febrero de 1879, Brahms recibió la noticia del rápido deterioro del estado de salud de Félix Schumann, por lo que él, que normalmente no enviaba fragmentos de obras inacabadas, envió una carta a Clara Schumann con el comienzo (compases 1-24) del Adagio espressivo.
- "Querida Clara,     Si toca esa música muy lentamente, es posible que le diga con más claridad de lo que yo lo podría hacer de otro modo lo cálidamente que pienso en usted y en Félix, incluso en su violín, que probablemente esté descansando. Gracias desde el fondo de mi corazón por su carta; Simplemente no quiero pedirlo, pero siempre me muero por saber de Félix. […]"  – Johannes Brahms: Carta a Clara Schumann (Viena, entre el 3 y alrededor del 18 de febrero de 1879)

El compás 24, con el que termina el fragmento del segundo movimiento enviado con la carta, difiere de la versión publicada más tarde, en la que el più andante con sus elementos de marcha fúnebre comienza en la segunda mitad del compás. Posiblemente esta segunda parte del movimiento solo nació después de que se le informara de la muerte de Felix Schumann el 16 de febrero de 1879; pero no está claro si este es el caso o si el Più andante ya estaba incluido en el concepto de composición cuando Brahms envió los primeros 24 compases a Clara Schumann.
El sol menor definitorio en el tercer movimiento es bastante inusual. La tonalidad paralela realmente "oscura" de la tónica sol mayor conlleva un estado de ánimo relajado y tranquilo. Una sección central más larga en la subdominante en mi bemol mayor retoma el tema del segundo movimiento. Tranquillo y aún en mi bemol mayor regresa el motivo central punteado. En Più moderato y dolcissimo, el movimiento se convierte en el sol mayor despreocupado en las últimas páginas, nuevamente con el tema del segundo movimiento. Brahms cita la melodía de su pareja de canciones Op. 59/3 ( Regenlied ) y Op. 59/4 ( Nachklang ). Clara, de 60 años, le escribió a Brahms, de 46 años:
    "Después del primer, fino y encantador movimiento y del segundo, ¡puedes imaginar el deleite cuando, en el tercero, redescubrí mi adorada melodía con el encantador movimiento de corchea! Digo la mía porque no creo que nadie sienta esa melodía tan feliz y melancólica como yo".
– Clara Schumann: Carta a Brahms del 10 de julio de 1879

## Comentarios
Otto Emil Schumann escribió sobre las tres sonatas para violín de Brahms:
    “Estas obras están ante nosotros en silencio, radiantes, creaciones maduras de un hombre maduro. En la sala de conciertos (aparte de la obra en re menor) apenas se interpretan incluso hoy. Son y siguen siendo música de salón al más alto nivel artístico. Cuando apareció una de las sonatas, Billroth dijo que sus sentimientos eran demasiado buenos, demasiado verdaderos y demasiado cálidos, su interioridad demasiado cálida para el público. Este juicio todavía se puede aplicar, al menos para dos de las sonatas”.
–Otto Emil Schumann (1983)

## Enlaces web
- «Violinsonate Nr. 1 G-Dur op. 78 (Brahms)» en el Proyecto Biblioteca Internacional de Partituras Musicales (IMSLP).
- 1 Albumblatt „Adagio espressivo“ (umfasst 24 Takte des zweiten Satzes der Violinsonate G-Dur op. 78), mit Brief an Clara Schumann auf der Rückseite. In: brahms-institut.de, Brahms-Institut an der Musikhochschule Lübeck
- Johannes Brahms: Violinsonate Nr. 1 G-Dur, op. 78. In: kammermusikfuehrer.de, Villa Musica Rheinland-Pfalz
- Brahms – Violin Sonata No 1 in G Mag op. 78 en YouTube.